# هوجو ديتبيرنر
هوغو ديتبيرنر Hugo Dittberner (ولد في جيبولديهاوزن في ولاية سكسونيا السفلى في 16 نوفمبر 1944) هو شاعر وروائي وقصاص ألماني.

## حياته
درس هوغو ديتبيرنر التاريخ والفلسفة وعلوم اللغة الألمانية وآدابها في جامعة غوتينغن، وحصل على الدكتوراه في عام 1972.
وبعد أن عمل لفترة في التدريس في جامعة كارلسروهه، انتقل في عام 1976 إلى كاليفيلت في ولاية سكسونيا السفلى، حيث عمل ككاتب حر.

## إنتاجه الأدبي
أصدر هوغو ديتبيرنر العديد من الدواوين الشعرية، والعديد من الروايات والقصص.
ويتميز شعره بامتلائه بتفاصيل الحياة اليومية، ويعد هذا الأسلوب أهم مميزات «الذاتية الجديدة» في الأدب، التي ظهرت في الستينيات من القرن العشرين.
ويهتم جوجو ديتبيرنر في أشعاره وأعماله النثرية، التي غالبا ما تتخذ من الحياة اليومية خلفية لها، بوصف العلاقات الإنسانية بين البشر، وكذلك تناول مشاكل العصر في ذلك الوقت.
وكان هوغو ديتبيرنر عضوا في اتحاد الكتاب الألمان من عام 1974 إلى 2000, وهو الآن عضو في مركز بن P.E.N. في جمهورية ألمانيا الاتحادية، وكذلك في أكاديمية العلوم والآداب في ماينتس.
وقد حصل على العديد من الجوائز الأدبية، منها: جائزة ولاية سكسونيا السفلى في عام 1984, وجائزة برلين الأدبية في عام 1994.

## أعماله
1. طائر الرعد 1973 (بالاشتراك مع ينس فيلكه)
2. باسيس 1973
3. منحدر الانزلاق 1973
4. الروايات الأولى لهاينريش مان 1974
5. المدرسة الداخلية 1976
6. في خارج القرية 1978
7. انتصار يعقوب 1979
8. هدوء خلف الستائر 1980
9. الحمام المشوي 1981
10. ثلاثة أيام من الفوضى 1983
11. منضدة تحت السحاب 1986
12. الكلمات والريح 1988
13. السحاب والطيور ودموع البشر 1995
14. ما أستطيع قوله 1996

## روابط خارجية
- هوجو ديتبيرنر على موقع مونزينجر (الألمانية)